# 黃龍膽
黃龍膽是原產於中歐和南歐山區的一種龍膽科植物。

## 生長特徵
黃龍膽為多年生草本植物，株高可達1至2公尺，葉片寬披針形至橢圓形，長10至30公分，寬4至12公分。花朵呈黃色，花冠幾乎分裂至基部，形成5至7片狹長花瓣。多生長於石灰質土壤的高山及亞高山草甸。

## 用途
黃龍膽的根部及全株具有強烈苦味，歷史上偶爾被用於釀造啤酒。

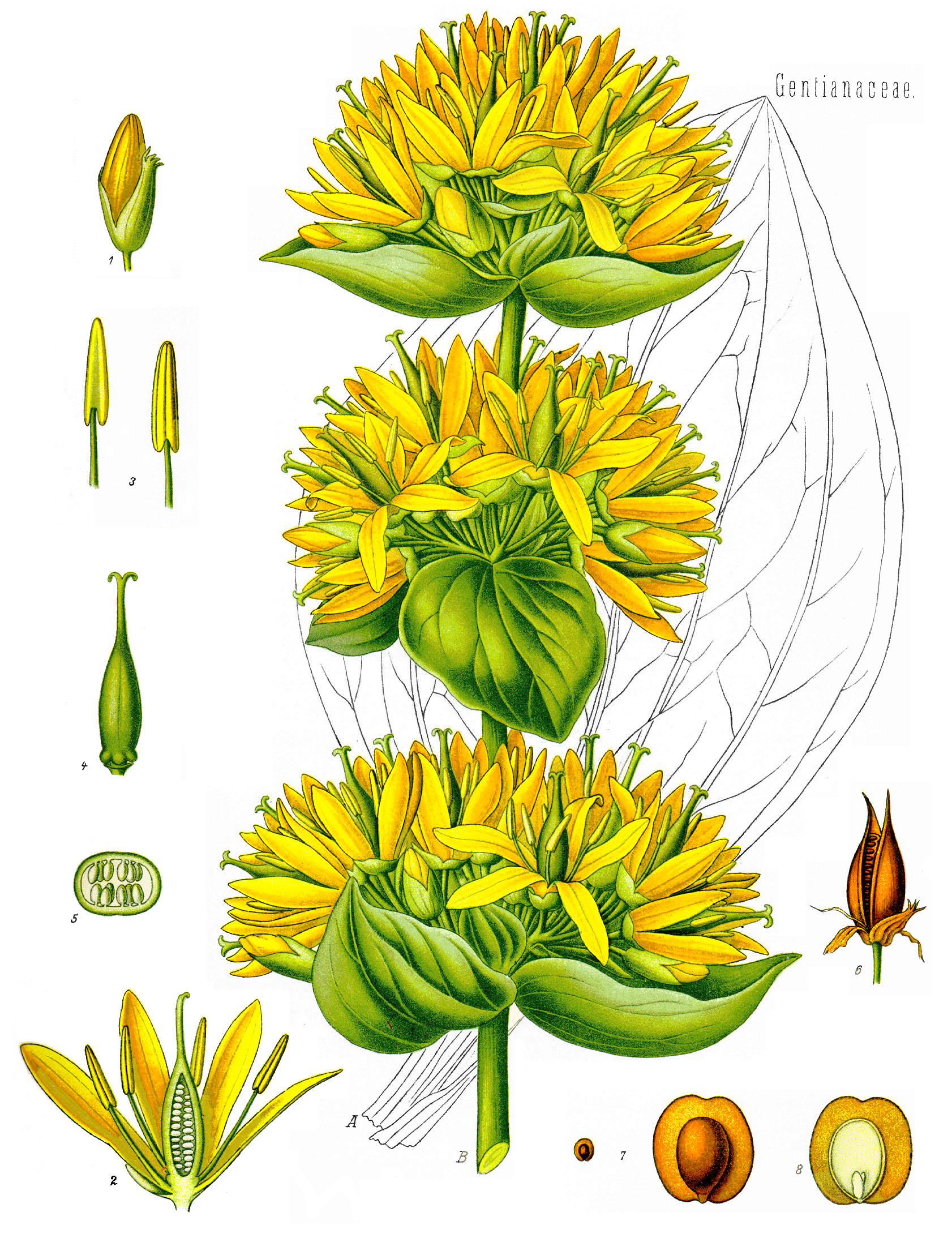
黃龍膽

龍膽根作為苦味藥材具有悠久歷史，是多種專利藥物的成分。其藥用部位為乾燥地下部分，根莖粗長，通常長約30公分、直徑2.5公分，偶有長達90公分者，表皮黃褐色，味極苦。 根莖於秋季採挖後乾燥處理。 由於該物種瀕危，使用時需謹慎，其近緣種日本鬼燈檠具有相似成分與藥效。
該植物學名為紀念伊利里亞國王Gentius，相傳其發現了該植物的藥用價值。
19世紀60年代獸醫藥典中，龍膽根被視為優良的補劑與健胃藥。
美國汽水品牌Moxie的獨特風味即源自龍膽根萃取物。法國康塔爾省以此製作薩勒苦酒，利穆贊地區則生產名為阿維茲的開胃酒。由於保護政策，現奧弗涅地區改為人工栽培，禁止野外採集。
設於洛桑的歐洲龍膽協會致力於推廣黃龍膽及其他龍膽科植物的知識與應用。
黃龍膽圖像出現於2008年發行的阿爾巴尼亞2000列克紙幣背面，正面為Gentius國王肖像。

### 化學成分

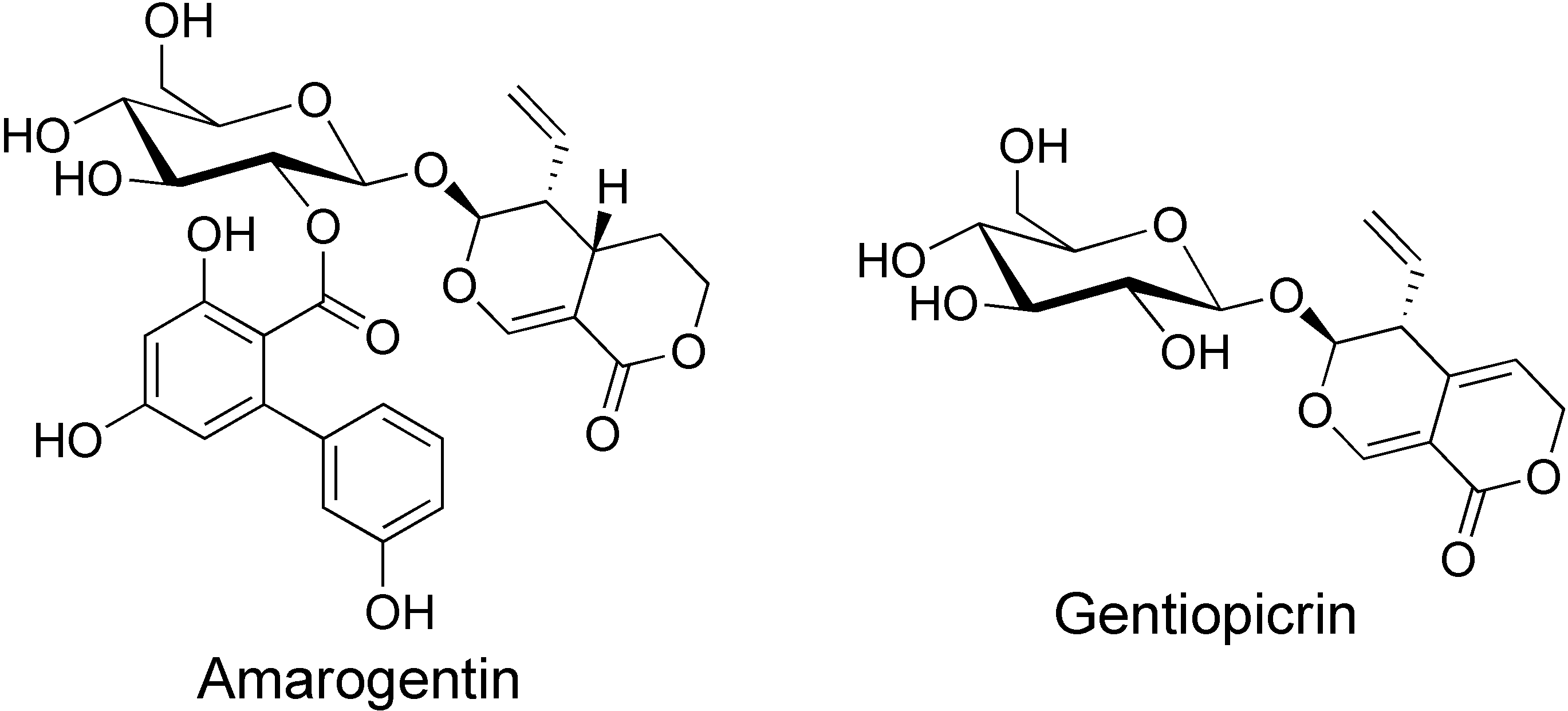
龍膽根中的苦味苷：龍膽苦苷與龍膽二糖苷

龍膽根主要苦味成分為裂環烯醚萜苷類化合物龍膽苦苷與龍膽二糖苷，其中前者是已知最苦的天然化合物之一，常作為苦度測定的科學基準。

## 外部連結
维基共享资源上的相關多媒體資源：黃龍膽
 維基物種上的相關：黃龍膽
- Flower Gallery :: Gentianaceae
- Gentiana lutea L. 英國皇家植物園《世界植物線上》。